# Козловский сельсовет (Лопатинский район)
Козловский сельсовет — сельское поселение в Лопатинском районе Пензенской области Российской Федерации.
Административный центр — село Козловка.

## История
Статус и границы сельского поселения установлены Законом Пензенской области от 2 ноября 2004 года № 690-ЗПО «О границах муниципальных образований Пензенской области».

## Население
| 2002 | 2010 | 2012 | 2013 | 2014 | 2015 | 2016 |
| ---- | ---- | ---- | ---- | ---- | ---- | ---- |
| 819  | ↘719 | ↘701 | ↘688 | ↘667 | ↘643 | ↘619 |
| 2017 | 2018 | 2021 |      |      |      |      |
| ↘599 | ↘595 | ↘542 |      |      |      |      |

## Состав сельского поселения
| № | Населённый пункт | Тип населённого пункта       | Население |
| - | ---------------- | ---------------------------- | --------- |
| 1 | Козловка         | село, административный центр | ↘595      |